# Enrico Costa (scrittore)
Enrico Costa (Sassari, 11 aprile 1841 – Sassari, 26 marzo 1909) è stato uno scrittore e giornalista italiano.
È stato un poligrafo, considerato il più alto esponente del romanzo storico sardo, sebbene non il pioniere. Filo rosso di tutta la sua carriera artistica, in quanto quella lavorativa è stata quasi totalmente spesa nelle banche sassaresi, è stata la ricerca storica, volta alla conoscenza ed allo studio della Sardegna. Le sue ricerche l'hanno portato ad occuparsi della sua città, della storia, della geografia (curò delle guide dell'isola), degli usi e i costumi dei sardi. 
Fra le sue opere più importanti Sassari, una monumentale enciclopedia riguardante la storia della città e fra i romanzi Il muto di Gallura.

## Biografia
Nato a Sassari l'11 aprile 1841 da famiglia di ceto medio, il padre era un musicista genovese che perse fin da giovanissimo e, a soli 15 anni, fu costretto ad abbandonare gli studi per poter lavorare, essendo il primo nato della famiglia. 
Lavorò così, inizialmente, come infornatore di pane; poi, dopo qualche anno, passò a lavorare presso lo studio di un noto ingegnere sardo, per diventare, in età più matura ma comunque giovane, impiegato bancario.
Da allora non lasciò più il lavoro presso le banche, adempiendo diverse funzioni, tra cui disegnatore di banconote, fino ad ottenere, in età più adulta, il titolo di tesoriere della Banca di Sassari.
Nonostante gli impegni lavorativi Enrico Costa non abbandonò mai la sua passione per lo studio, interrotto per la perdita del padre. Si impegnò sempre più a fondo specialmente nella ricerca storica, incentrando la sua attenzione sulla sua Sardegna, e compose un abbondante corpus di opere di vario genere, facendo in seguito valere anche la sua importanza come Tesoriere bancario presso la Biblioteca Regia di Sassari, che gli permise di effettuare ricerche specifiche che lo portarono alla composizione della maggiore delle sue opere: Sassari.
Morì il 26 marzo 1909, all'età di quasi 68 anni.

### Carriera letteraria
L'opera di Enrico Costa è abbastanza vasta e varia. Nel 1863 aveva scritto il suo primo racconto Storia di un gatto. Nel 1872 scrisse il libretto dell'opera lirica David Rizio, con musiche del maestro Luigi Canepa, che fu rappresentato per la prima volta a Milano.
In seguito alla musica si aggiunse il giornalismo, la poesia, i racconti ed i romanzi.
Nel 1875 fondò il periodico La Stella di Sardegna che pubblicò fino al 1886 e nel 1881 il quotidiano “Gazzettino Sardo”, che uscì per soli tre mesi.
L'opera più importante resta comunque Sassari, una enciclopedia della sua città natale concernente la storia, l'architettura, le opere d'arte, ecc.
I romanzi, invece, segnano un corpus decisamente più ricco. Come principale e più famoso, data la sua traduzione in lingua tedesca, ricordiamo Il muto di Gallura, storia di Bastiano Tansu, famoso bandito sardo dell'Ottocento che compì una vera e propria strage nel centro gallurese di Aggius.
Altri romanzi scritti da Enrico Costa sono Giovanni Tolu, storia di un bandito sardo narrata da lui medesimo, La Bella di Cabras, Paolina e Rosa Gambella.

## Stile
Fra le caratteristiche principali dello stile dell'autore si può certamente annoverare l'uso di un corretto italiano seppur ricco di costruzioni grammaticali tipiche del sardo.
Talvolta descritto come "farraginoso" a causa dei continui riferimenti alla Sardegna, alla lettura appare comunque abbastanza piacevole, anche per il tono spesso umoristico adottato dallo scrittore.
Grazia Deledda, in una sua intervista, dichiarò di "essere discepola d'Enrico Costa", il che giustifica coloro che lo stimano il più importante scrittore della Sardegna ottocentesca.
Gli autori che più influenzarono il suo stile furono certamente Walter Scott ed Alessandro Manzoni, ma aveva un'ampia conoscenza anche di numerosissimi letterati italiani suoi contemporanei ed un'ampia cognizione delle letterature straniere, in particolar modo di quella francese.

## Opere
- Davide Rizio, Milano, casa editrice Lucca, 1872 (Dramma lirico in tre atti. Musica di Luigi Canepa)
- Paolina (con l'aggiunta de Il cappello a cilindro), Sassari, Azuni, 1874
- Il muto di Gallura, racconto storico sardo, Tempio, 1884 e Milano, 1885 (Nuoro, 1998)
- La bella di Cabras, Cagliari, 1887 (Nuoro, 2001)
- Giovanni Tolu, storia di un bandito sardo, narrata da lui medesimo, 2 voll., Sassari, 1897 Testo on line Archiviato il 17 maggio 2012 in Internet Archive.
- Rosa Gambella, racconto storico sassarese del Secolo XV, Sassari, 1897 (Nuoro, 2004)
- Adelasia di Torres, Sassari, 1898
- Archivio del Comune di Sassari, Sassari, 1902
- Da Sassari a Cagliari e viceversa: guida racconto. Terza edizione coll'aggiunta del viaggio in omnibus da Macomer a Bosa, 1902
- Arte nuova. Scherzo Liberty senza fili, Cagliari, 1905
- Costumi sardi, Cagliari, 1913
- Sassari, vol. I, Sassari, Azuni, 1885; vol. II, Sassari, Gallizzi,  1909;  vol.  III,  Sassari,  Gallizzi,  1937;  voll.  I-III,  Sassari, Edes, 1959; Sassari, Gallizzi, 1959; Sassari, Gallizzi, 1992

### Edizioni postume
- Storia di un gatto, manoscritto del 1863; (ora Sassari, 2009 con prefazione di Bianca Pitzorno e CD audiolibro letto da Paolo Poli
- Racconti, Cagliari, 2008 (edizione postuma)
- La bella di Cabras, Cagliari, 2008 (a cura di Giuliano Forresu)
- L'album delle ore d'ozio,  scritto tra 1868 ed il 1899,(a cura di Paolo Cau), Sassari, 2014